# Sooronbay Jeenbekov
Sooronbay Jeenbekov (in kirghiso  Сооронбай Шарипович (Шарип уулу) Жээнбеков?; Biy-Myrza, 16 novembre 1958) è un politico kirghiso, Presidente della Repubblica del Kirghizistan dal 24 novembre 2017 al 15 ottobre 2020 fino alle sue dimissioni dopo una settimana di proteste. È stato anche Primo ministro del Kirghizistan da aprile 2016 ad agosto 2017.
Jeenbekov all'inizio era ampiamente visto per continuare le politiche del suo predecessore Almazbek Atambaev, con il quale aveva avuto stretti rapporti sin dagli anni novanta, che avevano permesso a Jeenbekov di salire nei ranghi politici fino all'arresto di Atambayev e alla fine della sua influenza nella politica kirghisa. Durante il suo mandato presidenziale, Jeenbekov si è occupato di questioni specificamente di politica estera e corruzione, attuando diverse riforme giuridiche per migliorare la fiducia della gente.
Nonostante ciò, il Kirghizistan sotto Jeenbekov ha affrontato una crescita della criminalità organizzata e della corruzione del governo e la mancanza di sviluppo economico che è stata influenzata negativamente dalla pandemia di COVID-19 ed è stato accusato di aver minimizzato i presunti casi di frode elettorale nelle elezioni parlamentari del 2020 che hanno portato alle sue dimissioni in mezzo a disordini politici per i risultati elettorali contestati.

## Biografia
Jeenbekov è nato a Biy-Myrza, nella regione di Osh, il 16 novembre 1958. Suo padre, Sharif, dirigeva una fattoria collettiva (kolkhoz) mentre la madre era casalinga. Il nonno, Jeenbek Pirnazarov, era stato un soldato dell'Armata Rossa durante la Grande Guerra Patriottica e considerato disperso in azione. Jeenbekov è il terzo di nove fratelli e ha studiato all'Accademia dell'Agricoltura del Kirghizistan. Nel 2003 si è laureato in Agronomia presso l'Università Nazionale Agraria del Kirghizistan a Biškek.
Jeenbekov ha iniziato la sua carriera alla scuola Lenin nel distretto di Uzgen, dove ha lavorato come insegnante a 18 anni e ha insegnato russo e letteratura. Nel 1983, è diventato il capo specialista del bestiame della fattoria sovietica nel distretto sovietico della regione di Osh e ha continuato in quell'incarico per cinque anni. Nel novembre 1988 è diventato istruttore nel comitato distrettuale della regione di Osh del Partito comunista del Kirghizistan. Dopo alcuni anni è diventato responsabile del comitato del partito.
Dopo essere entrato in politica, nel 1993, Jeenbekov è stato eletto presidente della fattoria collettiva Kashka-Zhol nel distretto di Kara-Kulja. Quindi è stato eletto deputato dell'Assemblea dei rappresentanti del popolo nel 1995. Nel 2007 è diventato Ministro dell'agricoltura, delle risorse idriche e dell'industria di trasformazione. Nel 2010 è stato Governatore della regione di Osh e nel 2015 è stato nominato Direttore del Servizio del personale statale. Nel marzo 2016 è stato nominato primo vice capo dell'amministrazione presidenziale, prima della sua nomina a primo ministro del Kirghizistan.
Il primo ministro Jeenbekov con Dmitry Medvedev e Tigran Sargsyan al vertice del Consiglio intergovernativo eurasiatico a Bishkek , 7 marzo 2017.

### Elezioni presidenziali kirghise del 2017
Jeenbekov si è dimesso dalla carica di Primo Ministro il 21 agosto 2017, dopo essere stato nominato candidato ufficiale alle elezioni presidenziali del 2017. Ha dichiarato di "[voler] essere in una posizione di parità con gli altri candidati alla presidenza".
Le elezioni si sono svolte il 15 ottobre 2017. La commissione elettorale centrale del Kirghizistan ha riportato un totale di quasi 1,7 milioni di voti espressi, di cui Jeenbekov ha ottenuto il 54,74%. L'elezione di Jeenbekov segna il primo trasferimento democratico del potere in un'elezione del Kirghizistan. Azay Guliyev ha confermato che le elezioni saranno una delle poche elezioni pacifiche nella storia del Kirghizistan. 

### Presidenza (2017-2020)

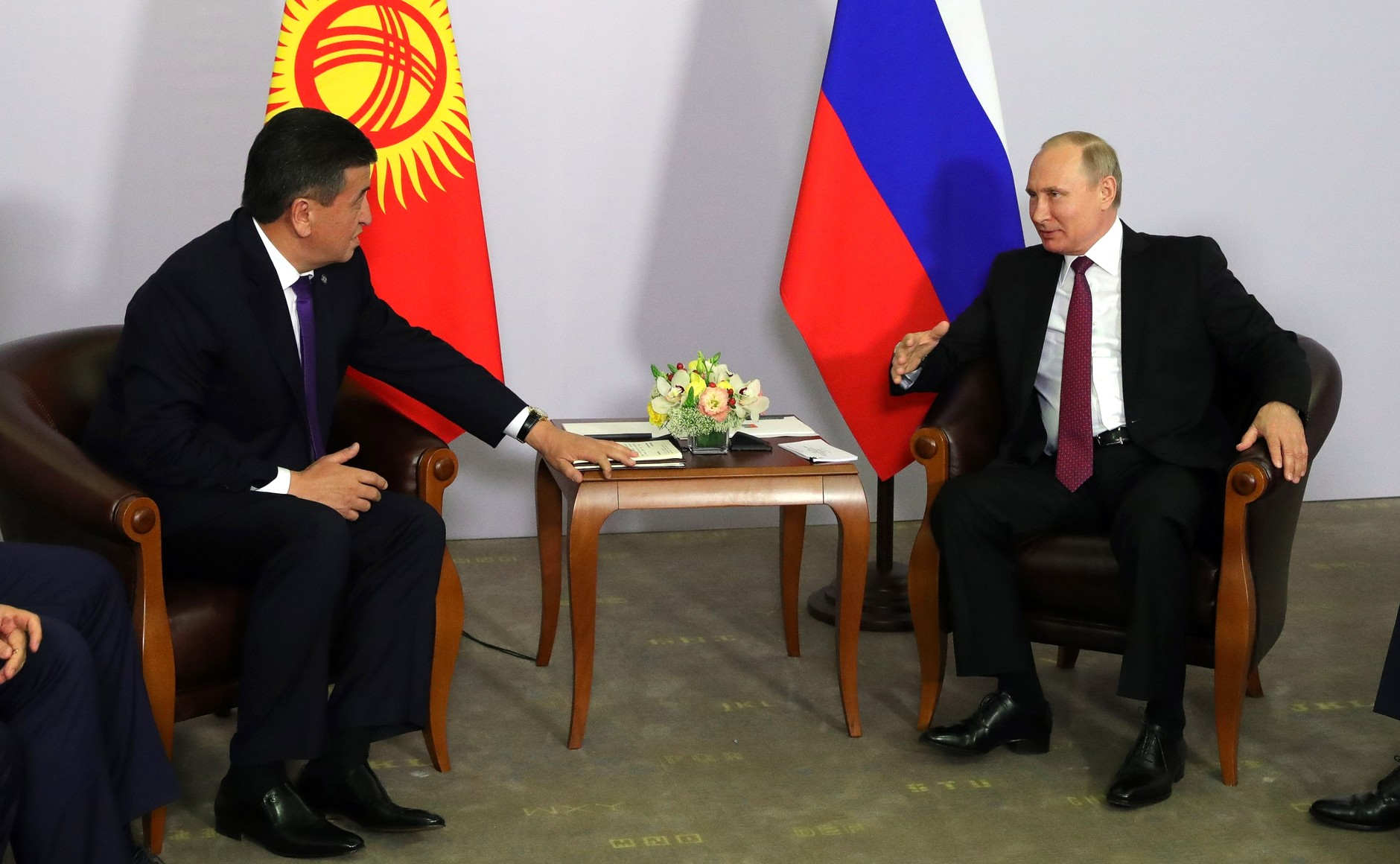
Jeenbekov con il presidente russo Vladimir Putin durante un incontro a Sochi, in Russia, il 14 maggio 2018

Jeenbekov è stato nominato presidente il 24 novembre 2017 in una cerimonia che si è svolta nella casa di accoglienza Enesay dell'Ala Archa State Residence. Il suo primo decreto presidenziale in carica è stato quello di conferire il titolo di "Eroe della Repubblica del Kirghizistan" all'ex presidente Atambayev. Ha effettuato la sua prima visita all'estero andando a Mosca per incontrare Vladimir Putin. In seguito si è recato alla Casa Bianca, spostando al mattino presto l'orario della sua partenza per evitare il traffico di Bishkek, una mossa che è stata elogiata da molti residenti della città. 
All'inizio della sua presidenza, è stato accusato di minare la democrazia del paese intaccando le liste dei politici dell'opposizione. Il 19 aprile 2018, Jeenbekov ha licenziato il suo primo ministro Sapar Isakov e il governo a seguito di un voto di sfiducia da parte del parlamento del Kirghizistan. In un discorso ai giornalisti nel maggio 2018, Jeenbekov ha promesso di combattere contro il tribalismo imposto al Paese dicendo che "prenderemo misure contro coloro che impongono una questione "nord-sud" nella società". 

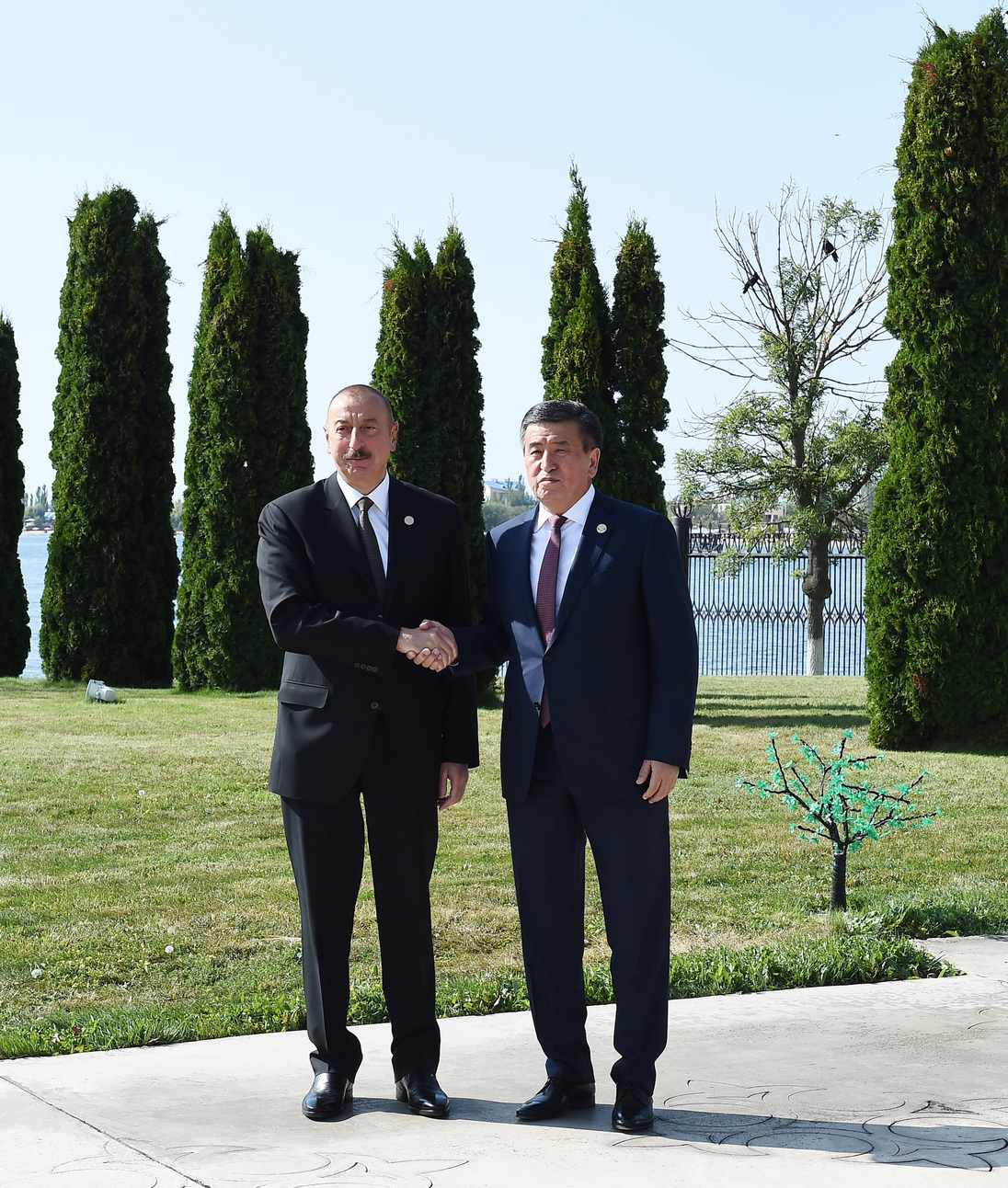
Jeenbekov con il presidente dell'Azerbaigian Ilham Aliyev durante il 6° vertice del Consiglio di cooperazione degli Stati di lingua turca a Cholpon-Ata, Kirghizistan, nel settembre 2018

Jeenbekov ha aperto la moschea centrale dell'Imam Sarakhsi, che è la più grande moschea dell'Asia centrale, con il suo omologo turco Recep Tayyip Erdoğan durante la sua visita a Bishkek all'inizio di settembre 2018. In quella visita, Erdoğan ha fatto pressioni su Jeenbekov affinché prendesse le misure appropriate per trattare con il leader islamista turco Fethullah Gülen. 
Jeenbekov ha aperto i World Nomad Games 2018 a Cholpon-Ata il 3 settembre 2018, segnando il primo grande evento internazionale che Jeenbekov ha ospitato in Kirghizistan. Ricevendo il giorno successivo il primo ministro ungherese Viktor Orbán presso la residenza di stato di Cholpon-Ata, Jeenbekov lo ha ringraziato per essere stato il primo leader ungherese a visitare il paese dalla sua indipendenza. Nell'aprile 2019, Jeenbekov ha ricevuto Valentina Shevchenko (una combattente professionista di arti marziali miste kirghiso-peruviane) durante il tour nel suo nativo Kirghizistan, la sua prima visita in sette anni. Jeenbekov ha elogiato il ruolo di Shevchenko nella sua professione, arrivando addirittura a dire che "ha difeso l'onore del nostro Kirghizistan". Il 4 maggio ha ordinato il divieto di tutte le attività estrattive di uranio nel paese. 

## Vita privata
Sposato con Aigul Jeenbekova (nata Tokoeva) dal 1988. Insieme, hanno due figli, con la figlia maggiore, Baktygul, sposata e laureata all'Università slava kirghisa-russa. Il loro figlio più giovane si chiama Iman. 
Anche il fratello minore di Jeenbekov, Asylbek Jeenbekov, è un politico, mentre l'altro fratello, Zhusupbek Sharipov, è un ex governatore di Jalal-Abad e ambasciatore del Kirghizistan in Ucraina. Un altro fratello, Kantoro Toktomamatov (nato nel 1947), già rettore dell'Università di economia e impresa, è morto nell'aprile 2017.